# تقريب (كلام)
التقريب عند أهل النظر سوق الدليل على وجه يستلزم المطلوب، فإن كان الدليل يقينيا يستلزم اليقين به وإن كان ظنيا يستلزم الظن به. ويرادفه التطبيق.